# Настоящий Гарфилд
«Настоящий Гарфилд» (англ. Garfield Gets Real) — анимационная комедия 2007 года режиссёра Марка А. З. Диппе (его первый полнометражный мультфильм о коте Гарфилде). Было снято два продолжения: Фестиваль Гарфилда и Космический спецназ Гарфилда.

## Сюжет
Звезда комиксов кот Гарфилд вместе с его друзьями живёт в особом мире — мире комиксов. Мир находится под высоким давлением и представляет собой сжатую точку пространства, и контакты с внешним миром могут проявляться только через страницы комиксов о Гарфилде. Они появляются на страницах журналов и газет после того, как кот и группа соавторов снимут новые выпуски. К началу повествования Гарфилд очень устаёт, ему не хватает отдыха. В это время пёс Одди, заполучивший кость в качестве реквизита к одному из выпусков, прячет её, чтобы потом догрызть. Он случайно наталкивается на дыру в пространстве, соединяющую мир комиксов и реальный мир.
В это время Гарфилд и его друзья на большом экране просматривают, как люди читают новый выпуск комиксов. Так как дыра находится около экрана, а давление мира комиксов колоссальное, кость засасывает в реальный мир, и все это видят. Пока все критикуют Одди, Гарфилд решает, что реальный мир — это место, где он может неплохо отдохнуть, и переправляется туда. Затем Одди, увидевший на экране кость, также бежит к дыре и оказывается в реальности.
Но скоро Гарфилд и Одди обнаруживают, что реальный мир — это холодное и жестокое место. Гарфилд хочет вернуться обратно в мир комиксов, но давление не позволяет ему сделать это. А тем временем люди, обеспокоенные отсутствием колонки Гарфилда, решают заменить его на какого-нибудь другого персонажа. Гарфилд вместе с Одди направляются в редакцию газеты, устроившей конкурс на замену для всем известного кота, и пытаются убедить судейскую коллегию, что они и есть те самые всеми любимые персонажи. Жюри не узнаёт их, но решает, что если Гарфилд не вернётся через 24 часа, то его место займёт перспективная пара мускулистых собак: Херди и Хейл.
Гарфилд устраивается на ночлег в старом полуразрушенном доме. Херди и Хейл выслеживают его с Одди, после чего связывают и подвешивают их к потолку. Случайно задетая одним из псов свеча становится причиной пожара в доме.
В мире комиксов один из друзей Гарфилда, изобретатель Уолли, придумывает способ вытащить героев из реального мира при помощи искусственно сделанного тоннеля между мирами. Он, Билли Медведь и Джон (хозяин Гарфилда) проходят в реальный мир и спасают горе-беженцев от сгорания в доме. Газета, осуществлявшая проход, сгорает, и теперь дыр между мирами не существует. Работа возвращается в своё прежнее русло, и на следующий день колонка комиксов Гарфилда, как обычно, появляется в газетах и журналах.

## Роли озвучивали
| Актёр            | Роль                           |
| ---------------- | ------------------------------ |
| Фрэнк Уэлкер     | Гарфилд/Кейт/Херди (голос)     |
| Грегг Бергер     | Одди/Шекки/Хейл (голос)        |
| Аудри Василевски | Арлин/Зелда/Бетти/Эшли (голос) |
| Джейсон Марсден  | Нермал (голос)                 |
| Уолли Вингерт    | Джон Арбакл/Майк (голос)       |
| Райа Бароунди    | Шейла (голос)                  |
| Грегг Иглз       | Эйл                            |
| Пэт Фрейли       | Сид                            |
| Нил Росс         | Уолли/Чарльз                   |